# Eleccions legislatives búlgares de 2001
Les eleccions legislatives búlgares de 2001 se celebraren el 17 de juny de 2001 per a renovar els 240 membres de l'Assemblea Nacional de Bulgària. El vencedor fou el Moviment Nacional Simeó II i el seu cap de llista Simeon Sakskoburggotski, fou nomenat primer ministre de Bulgària en un govern de concentració nacional amb socialistes i defensors de la minoria turca.
Resultats de les eleccions de 17 de juny de 2001 per a renovar l'Assemblea Nacional de Bulgària 
| Coalicions i partits                                               | Coalicions i partits | Vots      | %     | Escons | +/− |
| ------------------------------------------------------------------ | --- | --------- | ----- | ------ | --- |
|                                                                    | Moviment Nacional Simeó II (Nacionalno Dviženie Simeon Vtori) | 1.952.513 | 42,74 | 120    | nou |
|                                                                    | Forces Democràtiques Unides (Obedineni demokratični sili) - Unió de Forces Democràtiques (Săjuz na Demokratičnite Sili) - Partit Democràtic (Demokratičeska Partija) - Unió Popular Agrària Búlgara-Units (Bălgarski Zemedelski Naroden Săjuz-Obedinen) - Moviment per a un Model Públic Igual (Dviženie za ravnopraven model DROM) | 830.338   | 18,18 | 51     | -   |
|                                                                    | Coalició per Bulgària (Koalicija za Bălgarija) - Partit Socialista Búlgar (Bălgarska Socialističeska Partija) - Partit dels Socialdemòcrates Búlgars (Partija Bălgarski Socialdemokrati) - Moviment Polític "Socialdemòcrates" (Političesko Dviženie "Socialdemokrati") - Unió Popular Agrària Búlgara Aleksander Stamboliski (Bălgarski Zemedelski Naroden Săjuz "Aleksandăr Stambolijski") - Unió Civil "Roma" (Graždansko Obedinenie "Roma") - Moviment per l'Humanisme Social (Dviženie za Socialen Humanizăm) - Partit Verd de Bulgària (Zelena Partija na Bălgarija) - Partit Comunista de Bulgària (Komunističeska Partija na Balgarija) | 783.372   | 18,18 | 51     | nou |
|                                                                    | Moviment pels Drets i les Llibertats (Dviženie za Prava i Svobodi) | 340.395   | 7,45  | 21     | -   |
|                                                                    | Moviment del Dia de Jordi - ORIM ((Dviženie Gergiovden-VMRO-Bălgarsko Nacionalno Dviženie) - Unió de Demòcrates Lliures (Săjuz na svobodnite demokrati) | 165.297   | 3,63  | -      | -   |
|                                                                    | Altres | 340.133   | 7,43  | 0      | —   |
|                                                                    | Total (participació 66,77%) | 4.618.030 | 100.0 | 240    |     |
| Vots nuls                                                          | Vots nuls | 49.839    |       |        |     |
| Vots vàlids                                                        | Vots vàlids | 4.568.191 |       |        |     |
| Vots registrats                                                    | Vots registrats | 6.926.252 |       |        |     |
| Font: Centralna Izbiratelna Komisija i Arxiu Electoral d'Adam Carr | |           |       |        |     |